# Chorwaccy obserwatorzy w Parlamencie Europejskim VII kadencji
Chorwaccy obserwatorzy w Parlamencie Europejskim rozpoczęli pełnienie tej funkcji 1 kwietnia 2012. Urzędowanie zakończą z dniem 30 czerwca 2013 w związku z planowaną na 1 lipca 2013 akcesją Chorwacji do Unii Europejskiej. Wówczas obserwatorzy uzyskają status pełnoprawnych posłów do Parlamentu Europejskiego VII kadencji (do końca tej kadencji lub ewentualnego zastąpienia ich eurodeputowanymi pochodzącymi z wyborów powszechnych). Dwunastu obserwatorów zostało wyłonionych spośród urzędujących parlamentarzystów Zgromadzenia Chorwackiego. 7 spośród nich przyłączyło się do grupy socjalistycznej, 3 do grupy chadeckiej, 1 do grupy liberalnej, a 1 pozostał wśród posłów niezrzeszonych. Z dniem 1 lipca 2013 zastąpieni przez eurodeputowanych wybranych w wyborach z 14 kwietnia 2013.

## Lista obserwatorów
| Obserwator                 | Ugrupowanie | Grupa polityczna |
| -------------------------- | ----------- | ---------------- |
| Ingrid Antičević-Marinović | SDP         | S&D              |
| Biljana Borzan             | SDP         | S&D              |
| Davor Božinović            | HDZ         | EPP              |
| Boro Grubišić              | HDSSB       | Niezrzeszeni     |
| Romana Jerković            | SDP         | S&D              |
| Frano Matušić              | HDZ         | EPP              |
| Tonino Picula              | SDP         | S&D              |
| Andrej Plenković           | HDZ         | EPP              |
| Milorad Pupovac            | SDSS        | S&D              |
| Jozo Radoš                 | HNS         | ALDE             |
| Tanja Vrbat                | SDP         | S&D              |
| Nikola Vuljanić            | HL          | S&D              |